# Dinokrat
Dinokrat z Rodosa (grško starogrško Δεινοκράτης ὁ Ῥόδιος, Deinokrátis o Ródios), znan tudi kot  Deinokrat, Dimokrat, Hirokrat in Stratikrat, je bil grški arhitekt in tehnični svetovalec Aleksandra Velikega, ki je deloval v zadnji četrtini 4. stoletja pr. n. št. Znan je po načrtu za mesto Aleksandrija, monumentalni pogrebni grmadi za Hefestiona, rekonstrukciji Artemidinega templja v Efezu in drugih delih.

## Predlog za mesto na Atosu
Aleksander Veliki je nameraval zgraditi mesto svoje slave, zato je Dinokrat pred gradnjo Aleksandrije predlagal gradnjo mesta na gori Atos. Aleksander je predlog zavrnil, ker na gori ni dovolj prostora za veliko mesto in polj za pridelovanje žita. Vse potrebno bi se moralo pripeljati po morju. Za prestolnico je bila bolj primerna Aleksandrija, ki je imela več prostora in obdelovalje zemlje kot skalnata gora Atos. 

## Aleksandrija
Leta 332 pr. n. št. je Aleksander imenoval Dinokrata za glavnega nadzornika in načrtovalca del v Aleksandriji na sredozemski obali Egipta. Pri načrtovanju se je zgledoval po mrežnem načrtu Hipodama iz Mileta, ki je imel velik vpliv na načrtovanje helenističnih mest. Pri delu sta mu pomagala Kleomen iz Neukratisa in Kratet Olintski. Slednji je bil čislan hidrotehnik, ki je zgradil mestni vodovod in kanalizacijo.

## Hefestionova grmada
Diodor Sicilski,  Arijan, Strabon, Plutarh in drugi pišejo, da je  Dinokrat zgradil spomenik  Aleksandrovemu generalu Hefestionu, umrlemu leta 324 pr. n. št. Spomenik je bil zgrajen iz kamna na neznani lokaciji. Bil je imitacija Babilonskega templja, visok šest nadstropij in popolnoma pozlačen. 

## Drugi Artemidin tempelj
Dinokrat je  sodeloval pri rekonstrukciji Artemidinega templja v Efezu, enega od sedmih čuudes antičnega sveta, ki ga je uničil Herostrat 21. julija 356 pr. n. št. Na isti dan naj bi bil rojen Aleksander Veliki.

## Druga dela
Vitruvij v edini antični razpravi o arhitekturi omenja, da je Dinokrat načrtoval goro Atos preoblikovati v kolosalno podobo Aleksandra Velikega. V eni roki naj bi nosil majhno mesto, z drugo pa bi iz gigantskega vrča zlival reko v morje. 
Delal je tudi na nedokončanem spomeniku za Aleksandrovega očeta Filipa II., načrtih več mest in templjev v Delfih, Delosu in drugod. Zgleda, da je bil tudi arhitekt velike helenistične grobnice v Amfipolisu,  odkrite leta 2012.